# Святая Земля (фильм)
«Святая земля» — франко-бельгийский драматический фильм 2017 года. Фильм- полностью работа Аманды Штерс в качестве сценариста и режиссёра. Основан на одноименном романе Штерс Les Terres saintes . В главных ролях снялись Джеймс Каан, Том Холландер, Джонатан Рис Мейерс, Розанна Аркетт, Эфрат Дор и Патрик Брюэль  .

## Сюжет
Оказавшись на перепутье в жизни, успешный американский кардиолог еврейского происхождения Гарри Розенмерк покидает Нью-Йорк и открывает свиноферму в Назарете, тем самым вызвав гнев местных общин, как еврейской так и католической. Его конфликт с городским раввином Моше Каттаном постепенно превращается в крепкую дружбу. Фильм показывает сложные отношения Гарри с сыном  Дэвидом, Гарри сложно принять нетрадиционную ориентацию сына и отношения между ними прерываются на долгие шесть лет, с крайне инфантильной дочерью Анабель, с женой, которая узнав о своей неизлечимой болезни, ищет общения с бывшим мужем тоже. Трудности новой жизни, через которые Гарри проходит при поддержке своего друга раввина, побуждают его возобновить эмоциональные связи с самыми родными людьми, возобновить разорванные связи, когда они все (сам Гарри, его жена, сын, дочь и новорожденная внучка) больше всего нуждаются в этом.

## В ролях
| Актёр                | Роль                                             |
| -------------------- | ------------------------------------------------ |
| Джеймс Каан          | Гарри                                            |
| Том Холландер        | Моше                                             |
| Джонатан Рис Майерс  | Дэвид (сын Гарри и Моники)                       |
| Розанна Лорен Аркетт | Моника (бывшая жена Гарри, мать Дэвида и Анабель |
| Эфрат Дор            | Анабель (дочь Гарри и Моники)                    |
| Патрик Брюэль        | Мишель                                           |

## Создание
Съёмки фильма проходили в двух странах Израиле и Бельгии .

## Награды
Фильм "Святая земля" получил награду за лучший  сценарий и лучшую операторскую работу на кинофестивале Downtown Film Festival в Лос-Анджелесе в 2018 году . У фильма высокие рейтинги и хорошие отзывы критиков   .